# Pântano de Puhatu
O Pântano de Puhatu (em estoniano:  Puhatu soostik) é um pântano no condado de Ida-Viru, na Estónia. O complexo está protegido (Reserva Natural de Puhatu).
A área do pântano é de 57.079 hectares.